# Halanthium
Halanthium é um género botânico pertencente à família Amaranthaceae.

## Espécies
- Halanthium alaeflavum
- Halanthium gamocarpum
- Halanthium kulpianum
- Halanthium lipskyi
- Halanthium mamamense
- Halanthium rarifolium
  - Halanthium rarifolium subsp. lanatum
- Halanthium roseum